# Liste der argentinischen Botschafter in Schweden
Dies ist eine Liste der argentinischen Botschafter in Schweden. Der argentinische Botschafter in Stockholm vertritt die argentinische Regierung in Schweden.

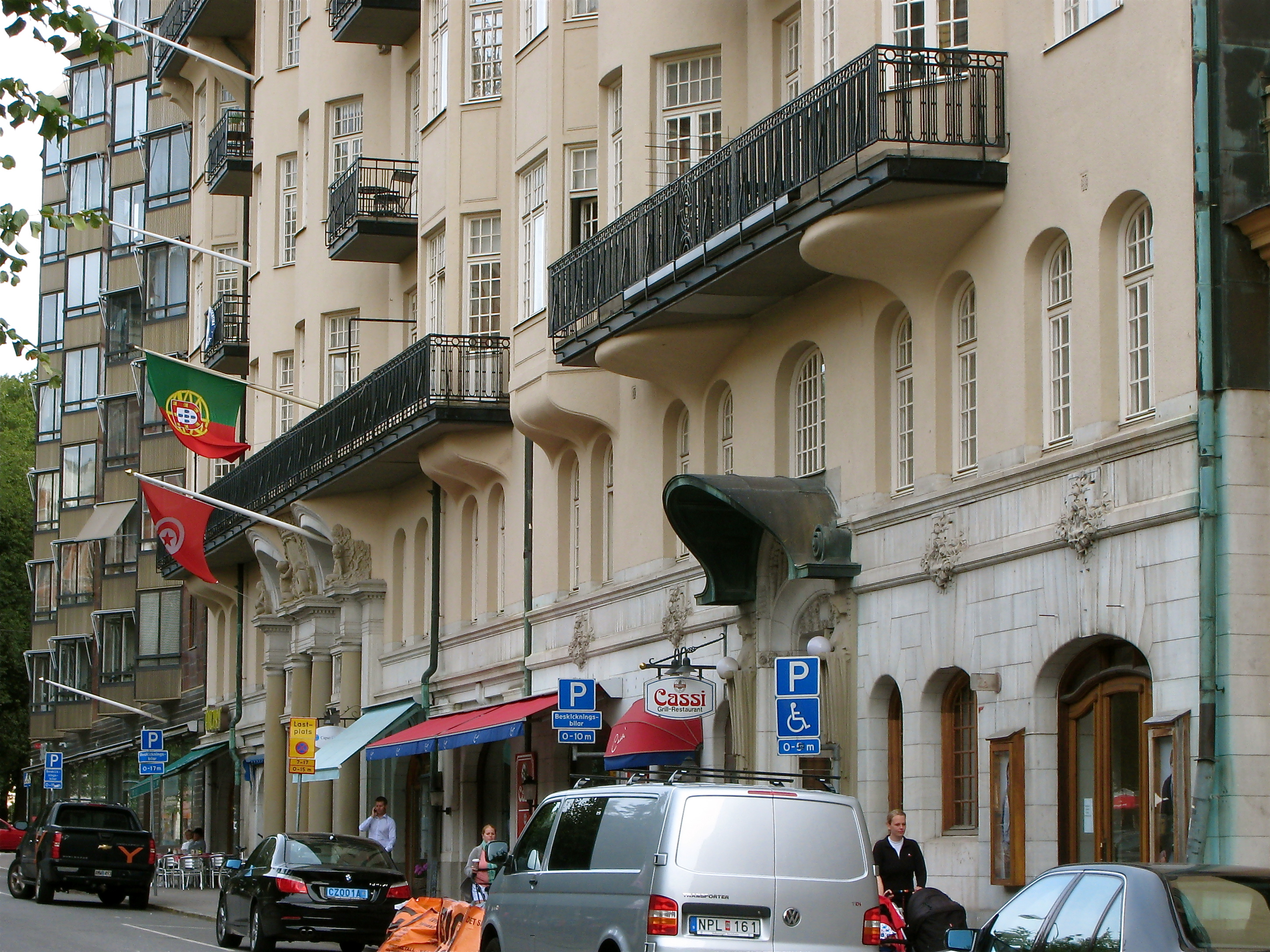
Die Botschaft Argentiniens befindet sich im Narvavägen 32 in Stockholm.

| Ernannt / Akkreditiert | Name                                      | Bemerkungen | ernannt von                    | akkreditiert während der Regierung von | Posten verlassen |
| ---------------------- | ----------------------------------------- | --- | ------------------------------ | -------------------------------------- | ---------------- |
| 3. Juli 1890           | Miguel Cané                               | Audienz bei Oskar II. | Carlos Pellegrini              | Gustaf Åkerhielm                       |                  |
| 29. Jan. 1906          | Carlos S. Bollini                         | | José Figueroa Alcorta          | Arvid Lindman                          | 11. Apr. 1911    |
| 31. März 1911          | Juan Lagos Mármol                         | ab 12. März 1912 Ministre plénipotentiaire | Roque Sáenz Peña               | Karl Staaff                            | 10. März 1916    |
| 20. Apr. 1916          | Jorge Reyes                               | Geschäftsträger | Hipólito Yrigoyen              | Hjalmar Hammarskjöld                   |                  |
| 31. März 1916          | Ricardo Olivera                           | | Hipólito Yrigoyen              | Hjalmar Hammarskjöld                   | 4. Juli 1918     |
| 31. Aug. 1920          | Jacobo F. Peuser                          | Sitz in Stockholm, zum außerordentlichen Gesandter und Ministre plénipotentiaire in Kopenhagen und Oslo ernannt.                                                       | Hipólito Yrigoyen              | Hjalmar Branting                       |                  |
| 28. Sep. 1923          | Laurentino Olascoaga                      | | Marcelo Torcuato de Alvear     | Ernst Trygger                          | 4. Apr. 1927     |
| 4. Apr. 1927           | Jacinto L. Villegas                       | | Marcelo Torcuato de Alvear     | Carl Gustaf Ekman                      |                  |
| 8. Sep. 1927           | Eduardo Labougle Carranza                 | Am 9. Oktober 1930 wurde er in Helsinki akkreditiert. Bis 31. Juli 1931 als dort eigene Gesandte akkreditiert wurden, war er auch in Kopenhagen und Oslo akkreditiert. | Marcelo Torcuato de Alvear     | Carl Gustaf Ekman                      | 18. Sep. 1931    |
| 18. Sep. 1931          | Alberto Juan Vignes                       | Geschäftsträger | José Félix Uriburu             | Carl Gustaf Ekman                      |                  |
| 18. Sep. 1931          | Mario Ruiz de los Llanos                  | | José Félix Uriburu             | Carl Gustaf Ekman                      |                  |
| 21. Juni 1932          | Carlos Quintana                           | | Agustín Pedro Justo            | Felix Hamrin                           |                  |
| 16. Juni 1934          | Carlos Alberto Alcorta                    | | Agustín Pedro Justo            | Felix Hamrin                           |                  |
| 15. Juni 1936          | Ricardo Olivera                           | | Agustín Pedro Justo            | Per Albin Hansson                      |                  |
| 1. Juli 1938           | Carlos Guillermo Miguens Diehl            | | Roberto María Ortiz            | Per Albin Hansson                      |                  |
| 20. Sep. 1945          | Eduardo Luis Vivot                        | Legationsrat | Edelmiro Julián Farrell        | Per Albin Hansson                      |                  |
| 1946                   | Adolfo Calvo                              | | Juan Perón                     | Östen Undén                            |                  |
| 1947                   | Héctor F. Russo                           | | Juan Perón                     | Östen Undén                            | 1949             |
| 1950                   | Benito Pedro Llambí                       | | Juan Perón                     | Östen Undén                            | 1952             |
| 1952                   | Oscar Oneto Astengo                       | | Juan Perón                     | Tage Erlander                          | 1953             |
| 1954                   | Enrique José Guillermo Plate Ariza        | (* 29. Juli 1909 in Buenos Aires) | Juan Perón                     | Tage Erlander                          | 1955             |
| 1956                   | Carlos A. Gaviola                         | Geschäftsträger, Mission im Kongo, zwei Jahre bei der UN in Kivu, 1968                                                                                                 | Eduardo Lonardi                | Tage Erlander                          | 1957             |
| 1956                   | Javier Teodore Gallac                     | 30. Oktober 1968: Der argentinische Botschafter in der Schweiz Javier Teodore Gallac weilt zu einem offiziellen Besuch in unserer Stadt Basel.                         | Eduardo Lonardi                | Tage Erlander                          | 1957             |
| 1957                   | Jorge R. Escalante Posse                  | Auslandsvertretung wurde zur Botschaft aufgewertet. | Eduardo Lonardi                | Tage Erlander                          | 1958             |
| 1958                   | Máximo Augusto José del Carmen Etchecopar | | Arturo Frondizi                | Tage Erlander                          | 1960             |
| 1961                   | Javier Teodore Gallac                     | | Arturo Frondizi                | Tage Erlander                          | 1964             |
| 12. Okt. 1963          | Mario Giordano Echegoyen                  | | Arturo Umberto Illia           | Tage Erlander                          | 28. Juni 1966    |
| 1968                   | Eduardo Pardo                             | | Juan Carlos Onganía            | Tage Erlander                          |                  |
| 1974                   | Emilio Abras                              | († 6. Oktober 1998) | Juan Perón                     | Olof Palme                             | 24. März 1976    |
| 19. März 1981          | Hugo Urtubey                              | | Leopoldo Galtieri              | Olof Palme                             | 1981             |
| 1984                   | Hugo Boati Ossorio                        | | Raúl Alfonsín                  | Olof Palme                             |                  |
| 1983                   | Albino Gómez                              | | Raúl Alfonsín                  | Olof Palme                             |                  |
| 1999                   | Juan Carlos Roland Vignaud                | | Fernando de la Rúa             | Göran Persson                          |                  |
| 2007                   | Hernán Massini Ezcurra Lamas              | | Cristina Fernández de Kirchner | Fredrik Reinfeldt                      | 2011             |
| 14. Okt. 2010          | Laura Ramírez Barrios                     | Geschäftsträgerin | Cristina Fernández de Kirchner | Fredrik Reinfeldt                      |                  |
| 6. Sep. 2016           | Nélida Maria Contreras de Ecker           | | Mauricio Macri                 | Stefan Löfven                          | 2019             |
| 19. Sep. 2019          | Maria Teresa Kralikas                     | | Mauricio Macri                 | Stefan Löfven                          |                  |